# Coassolo Torinese
Coassolo Torinese (arpità Cuasöl) és un municipi italià, situat a la ciutat metropolitana de Torí, a la regió del Piemont. L'any 2007 tenia 1.470 habitants. Està situat a les Valls de Lanzo, una de les Valls arpitanes del Piemont. Limita amb els municipis de Balangero, Corio, Lanzo Torinese, Locana i Monastero di Lanzo

## Administració
| Període | Identitat    | Partit                 |
| ------- | ------------ | ---------------------- |
| 2004-   | Franco Musso | Demòcrates pel Progrés |